# Municipio de Orange (condado de Rush)
El municipio de Orange (en inglés: Orange Township) es un municipio ubicado en el condado de Rush en el estado estadounidense de Indiana. En el año 2010 tenía una población de 796 habitantes y una densidad poblacional de 8,46 personas por km².

## Geografía
El municipio de Orange se encuentra ubicado en las coordenadas 39°29′22″N 85°34′22″O / 39.48944, -85.57278. Según la Oficina del Censo de los Estados Unidos, el municipio tiene una superficie total de 94.04 km², de la cual 93,98 km² corresponden a tierra firme y (0,07 %) 0,06 km² es agua.

## Demografía
Según el censo de 2010, había 796 personas residiendo en el municipio de Orange. La densidad de población era de 8,46 hab./km². De los 796 habitantes, el municipio de Orange estaba compuesto por el 98,62 % blancos, el 0,25 % eran amerindios, el 0,13 % eran asiáticos, el 0,88 % eran de otras razas y el 0,13 % eran de una mezcla de razas. Del total de la población el 2,26 % eran hispanos o latinos de cualquier raza.